# Andreas Winter (Pädagoge)

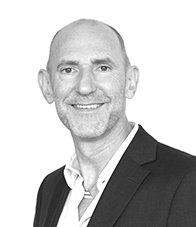
Andreas Winter

Andreas Winter (* 9. Februar 1966 in Dortmund) ist ein deutscher Autor.

## Leben
Seine Eltern hatten in jungen Jahren beide eine so genannte Nahtoderfahrung; die Mutter aufgrund eines Herzinfarktes mit 17 Jahren, der Vater durch einen schweren Autounfall mit 29 Jahren. Durch Gespräche über diese Erlebnisse und dessen Bedeutung entwickelte sich das Interesse von Andreas für Psychologie, Medizin, aber auch Themen der sogenannten Parapsychologie bereits in seiner Kindheit. Seine ersten Erfahrungen mit Hypnose sammelte er als Student an der Universität Dortmund mit 21 Jahren.
Winter ist Gründer und Leiter des Institutes Andreas Winter Coaching in Iserlohn. Von November 2002 bis November 2013 firmierte das Unternehmen unter dem Namen Powerscout Wellness Coaching. Er ist seit 2002 Mitglied der Gesellschaft Deutscher Naturforscher und Ärzte.

## Ansatz
Seine Buch-Ratgeber behandeln Gesundheitsthemen. Der Ansatz Winters besagt, dass sämtlich chronischen Krankheiten stressbedingt oder stressbegünstigt sind und diese ihren Ursprung in den ersten drei Lebensjahren haben. Er führt viele krankmachende oder blockierende Verhaltensmuster auf vorgeburtliche Konditionierungen zurück. Zugrunde liegt die Annahme, dass Embryos Neurotransmitter aus dem mütterlichen Organismus über das Nabelschnurblut erreichen und sie daher auch auf Reize reagieren. 
Winters Methode zur Stressreduktion umfasst unter anderem die Techniken der tiefenpsychologischen Analyse, Elemente der Neurolinguistischen Programmierung (NLP) sowie das Arbeiten mit bildhaften Vorstellungen. In seinen Buch-Ratgebern sollen angeblich Leiden wie Kettenrauchen, Allergien, Übergewicht, Alkoholkonsum oder Nägelkauen binnen Stunden aufgelöst werden. Vor allem bei chronischen Verhaltensstörungen soll Winters Ansatz erfolgreich sein. Belege für die Wirksamkeit der Methoden gibt es nicht. In einer Studie mit 872 Teilnehmern versuchte Winter im Jahr 2009 zu belegen, dass ein stressbedingt erhöhter Fettaufbau (Adipositas) durch Stresstoleranz wieder abgebaut werden kann.

## Veröffentlichungen (Auszug)
- Der Geist aus der Flasche. Mankau, Murnau 2008, ISBN 978-3-938396-22-3.
- Anti-Aging. Mankau, Murnau 2009, ISBN 978-3-938396-22-3.
- Abnehmen ist leichter als Zunehmen. 3. Auflage. Mankau, Murnau 2009, ISBN 978-3-938396-12-4.
- Abnehmen ist leichter als Zunehmen. Das Abnehm-Coaching. Mankau, Murnau 2011, ISBN 978-3-938396-75-9.
- Abnehmen ist leichter als Zunehmen. Das Live-Event. Mankau, Murnau 2012, ISBN 978-3-86374-067-2.
- Abnehmen ist leichter als Zunehmen. Das Praxisbuch. 2. Auflage. Mankau, Murnau 2012, ISBN 978-3-938396-74-2.
- Abnehmen ist leichter als Zunehmen. Das 10-Tage-Programm. Kompakt-Ratgeber. Mankau, Murnau 2013, ISBN 978-3-86374-126-6.
- Zielen, loslassen, erreichen! Wie Sie Ihr Gehirn auf Erfolg einstellen. Mankau Verlag, Murnau 2010, ISBN 978-3-938396-32-2
- Die Power Box. Entdecke Dein Selbst. (Audio). Mankau Verlag, Murnau, 2010, ISBN 978-3-938396-44-5
- Nikotinsucht die große Lüge Warum Rauchen nicht süchtig macht und Nichtrauchen so einfach sein kann. Mankau Verlag, Murnau 2013 ISBN 978-3-86374-080-1
- Was Deine Angst Dir sagen will. Blockaden verstehen und überwinden. Mit Extra-Tipps gegen Panikattacken. Mankau Verlag, Murnau 2016, ISBN 978-3-86374-323-9
- Müssen macht müde – Wollen macht wach! Der Motivations Ratgeber. Mankau Verlag, Murnau 2018, ISBN 978-3-86374-442-7
- Artgerechte Partnerhaltung. Das Geheimnis glücklicher und beständiger Liebe. Mankau Verlag, Murnau 2019, ISBN 978-3863745080
- Schulzeit ohne Stress! So stärken Sie Ihr Kind in drei Schritten. Mankau Verlag, Murnau 2020, ISBN 978-3863745806
- Heilen durch Erkenntnis Das Unterbewusstsein entschlüsseln, um Blockaden und Symptome aufzulösen. Mankau Verlag, Murnau 2021, ISBN 978-3863746056
- Die Psychologie des Jungbleibens So drehen Sie Ihre biologische Uhr zurück. Mankau Verlag, Murnau 2022, ISBN 978-3-86374-649-0